# Die Unbesiegten (1947)
Die Unbesiegten (Originaltitel: Unconquered) ist ein US-amerikanischer Abenteuerfilm von Cecil B. DeMille aus dem Jahr 1947 mit Gary Cooper und Paulette Goddard in den Hauptrollen.

## Handlung
Abby Hale wird Mitte des 18. Jahrhunderts in England zum Tod durch Hängen verurteilt, weil sie angeblich Schuld am Tod eines Offiziers ist. Der Richter bietet ihr als Gnade an, in die amerikanischen Kolonien verbracht zu werden und dort in einer  Vertragsknechtschaft (indentured servitude) von zumindest 14 Jahren ihre Schuld abzuarbeiten. Dafür soll Abby auf einer Auktion verkauft werden. Kurz vor Norfolk in Virginia zieht sie sich den Ärger des zwielichtigen Händlers Martin Garth zu, der ihre Versteigerung noch an Deck veranlasst. Hauptmann Christopher Holden überbietet Garth und erledigt alles für ihre Freilassung.
Garth richtet es ein, dass Abby Hale die Freilassungspapiere nicht erhält und verschleppt sie an die Grenze des besiedelten Westens. Garth ist Pelzhändler und verschafft den Indianern illegal Waffen, damit sie die Siedler vertreiben und er damit den Pelzmarkt unter seine Kontrolle bringen kann. Holden ist ihm auf den Fersen, kann aber nichts beweisen.
Als Abby in die Hände der Indianer fällt, wird sie von Holden in letzter Minute vor dem Marterpfahl gerettet. Holden kann die dunklen Machenschaften von Garth aufdecken, ihn und seine Helfershelfer ausschalten und mit Abby das von den Indianern angegriffene Fort Pitt retten. Nach geschlagener Schlacht heiraten die beiden.

## Kritiken
„Ein wildbewegter Film aus der Kampfzeit zwischen Pionieren und Indianern, 1763 im French and Indian War, angelegt als großes und teures Western-Spektakel mit grandiosen Landschaftsbildern, das auf naive Weise unterhält.“

## Hintergrund
Das Drehbuch, das unter Mithilfe von Jeanie Macpherson entstand, basierte auf dem Roman The Judas Tree von Neil H. Swanson. Historischer Hintergrund ist die Belagerung von Fort Pitt während des Pontiac-Aufstandes. John Fraser, Häuptling Guyasuta und Hauptmann Simeon Ecuyer sind historische Personen.
Für den Hauptdarsteller Gary Cooper war es der letzte Film für die Paramount und nach Der Held der Prärie, Die scharlachroten Reiter und Dr. Wassells Flucht aus Java die vierte und letzte Zusammenarbeit mit dem Regisseur Cecil B. DeMille. Mit Paulette Goddard arbeitete er bereits zweimal zusammen. Die Herstellungskosten beliefen sich auf geschätzte fünf Millionen Dollar. Für die aufwändigen Massenszenen wurden nicht weniger als tausend Statisten aufgeboten.
Die Paramount brachte den Film 1951 in die bundesdeutschen Lichtspielhäuser. In dieser bis heute gebräuchlichen Synchronfassung bekam Gary Cooper die Stimme von Peter Pasetti.

## Auszeichnungen
- 1948: Oscar-Nominierung: Beste Spezialeffekte